# Macropus agilis
Macropus agilis är en pungdjursart som först beskrevs av John Gould 1841. Macropus agilis ingår i släktet Macropus och familjen kängurudjur. IUCN kategoriserar arten globalt som livskraftig.
Pungdjuret förekommer i norra Australien inklusive Kap Yorkhalvön. Arten lever även på södra och sydöstra Nya Guinea samt på flera mindre öar i samma region. Habitatet utgörs av savanner i låglandet samt av öppna skogar och mera torra områden. I det senare fallet hittas djuret nära vattenansamlingar. Individerna bildar vanligen flockar med upp till tio medlemmar. Ibland sammanslutas flera flockar till större grupper.

## Underarter
Arten delas in i följande underarter:
- M. a. agilis
- M. a. jardinii
- M. a. nigrescens
- M. a. papuanus

## Bildgalleri

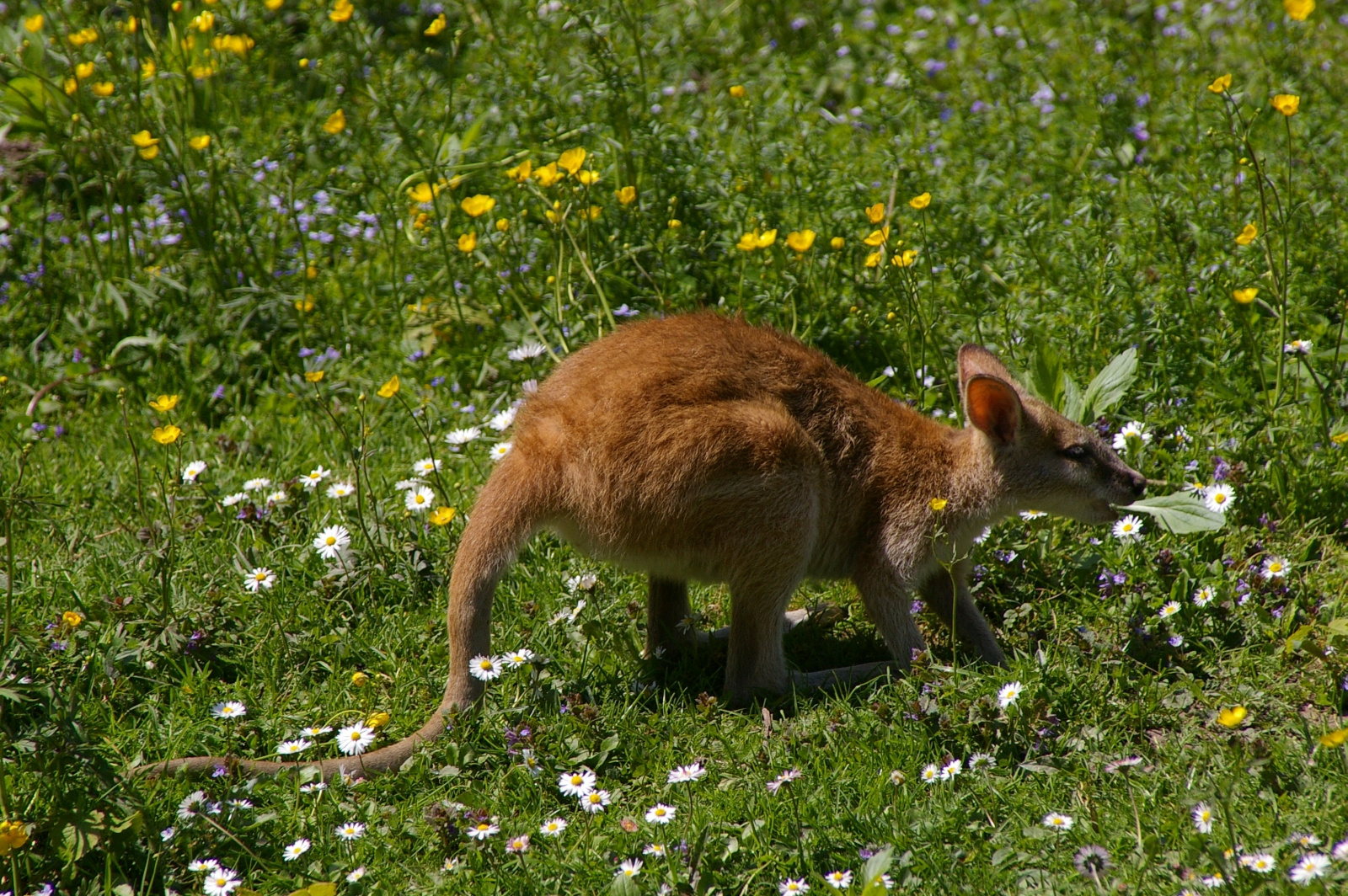
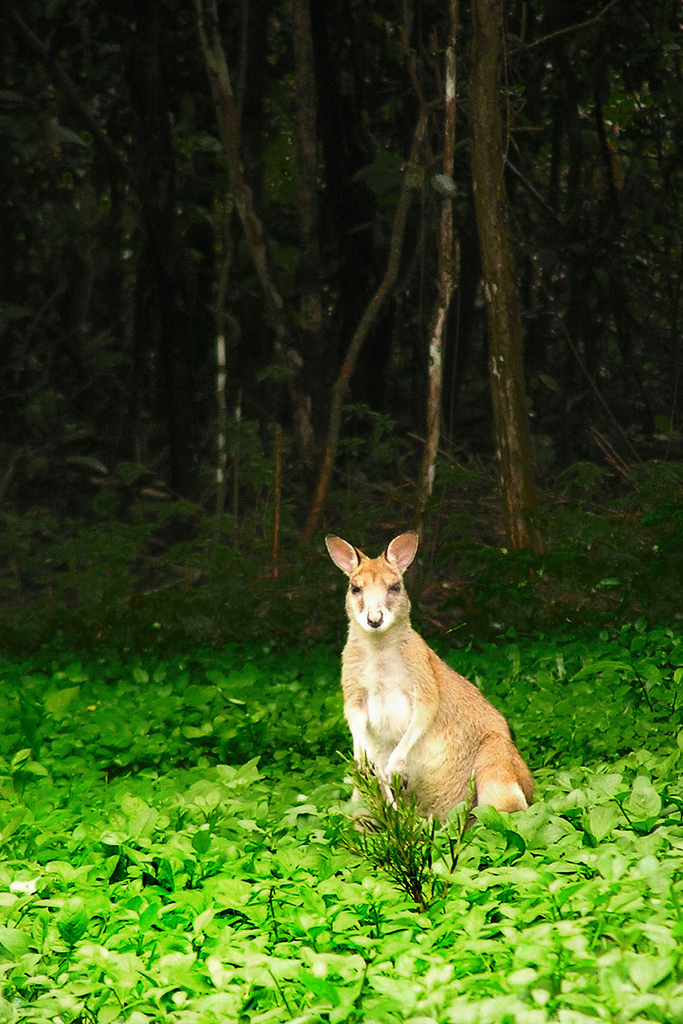